# Schwarzschild II: Teikoku no Haishin
Schwarzschild II: Teikoku no Haishin (シュヴァルツシルト II 帝國ノ背信)) est un jeu vidéo de grande stratégie au tour par tour sorti en décembre 1989 sur MSX, PC-88 et 98. Il a été édité et développé par Kogado Studio. C'est le 2e jeu de la série des Schwarzschild.